# 李芾 (1956年)
李芾（？—，男，中国车辆工程专家，西南交通大学教授、博士生导师，研究方向为机车车辆设计理论、城市轨道交通技术与装备。教育部首批长江学者特聘教授。

## 生平
1981年获西南交通大学内燃机车专业工学学学士学位， 1985年获西南交通大学车辆工程专业硕士学位，1994年8月获亚琛工业大学车辆工程专业博士学位。